# Liste von Entgiftungsgeräten gemäß den Kennblättern fremden Geräts D 50/10

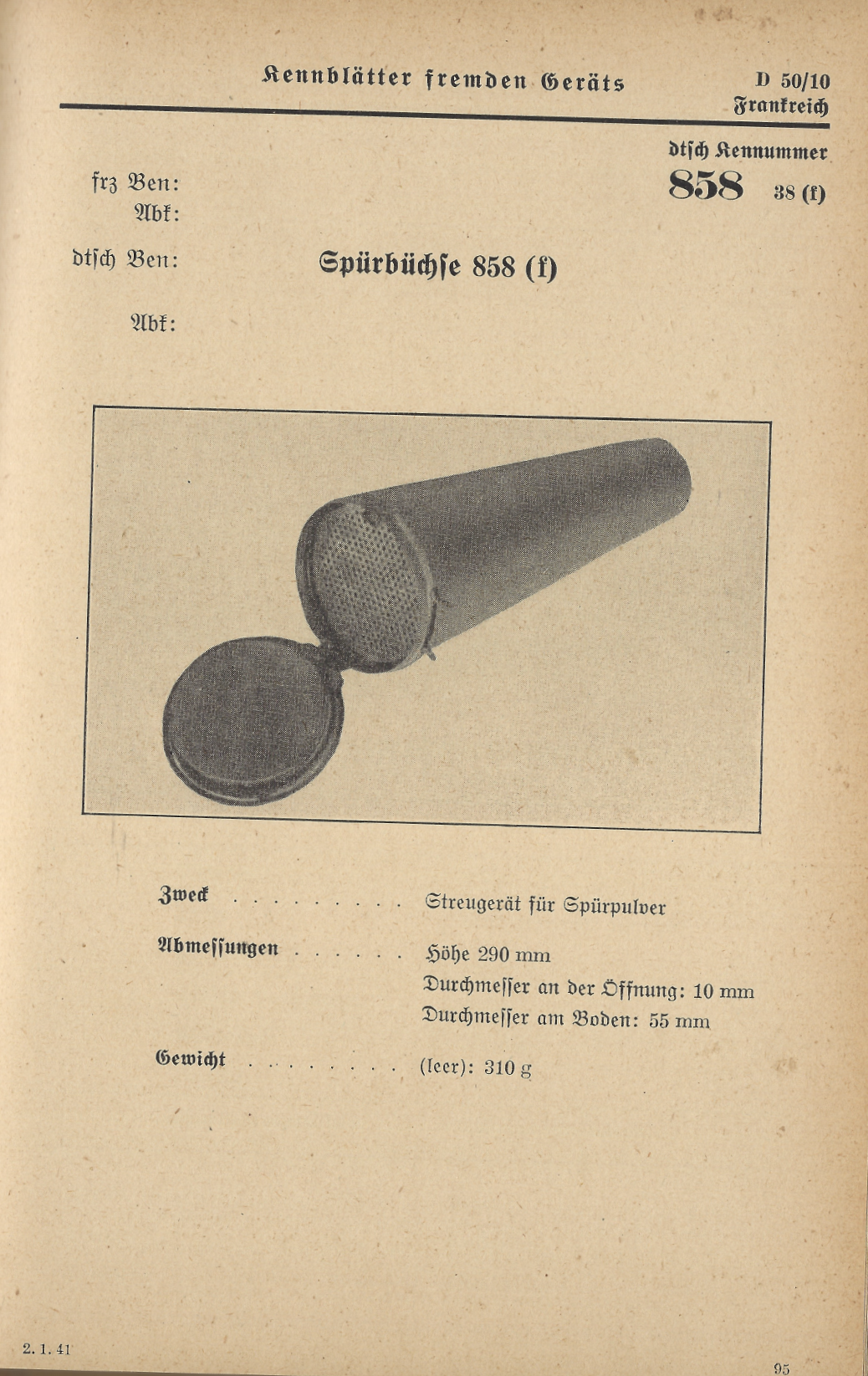
Kennblattbeispiel zu
D 50/10 Nr 858 38 (f)

In dieser Liste von Entgiftungsgeräten gemäß den Kennblättern fremden Geräts D 50/10 werden Geräte zum Verbringen von Mitteln zur Dekontamination aufgeführt, die vom Heereswaffenamt verzeichnet wurden.
Nachfolgend ein Überblick/Auszug zur offiziellen Dokumentation Kennblätter fremden Geräts D 50/10: Gasschutzgerät.

## Hinweise zur Liste
Aufbau der Tabelle
Untenstehende Tabelle führt folgenden Spalteninhalte:
- dtsch. Kennnr. (deutsche Kenn-Nummer), dies entspricht dem Originalindex in den Kopfzeilen der Kennblätter mit Kennnummer, Stoffgebietenummer und Beutezeichen.
- Abk. dtsch. Ben. (Abkürzung deutsche Benennung), Originalbezeichnung entnommen aus der fünften Zeile der Kennblätter.
- Landesbez. nach HWA (Heereswaffenamt), Originalangaben entnommen aus der ersten Zeile der Kennblätter.
- Bild, eine Bildauswahl aus Wikipedia für dieses Objekt.
- Bemerkungen, Hier werden Links zu bereits existierenden Wikipedia-Artikeln eingetragen.

 Info: Die in der Tabelle angegebenen Originaleinträge sollen nicht geändert werden, weil diese den Angaben aus den Kennblättern entsprechen. Nach neuerem Forschungsstand sind teilweise Errata in den Kennblättern erkannt worden. Diese werden unten im Abschnitt Anmerkungen jeweils zur Kenn-Nummer erläutert. Die Wikilinks in den runden Klammern sollten das Lemma der entsprechenden Artikel in Wikipedia enthalten.

## Tabellarische Übersicht
| dtsch. Kennr. | Abk. dtsch. Ben.           | Landesbez.nach HWA (Wikipedia-Artikel) | Bild | Bemerkungen                                                                     |
| ------------- | -------------------------- | -------------------------------------- | ---- | ------------------------------------------------------------------------------- |
| 349 38 (r)    | Sprühgerät 349 (r)         | in D. 50/10 keine Angabe               |      | bräunlicher Blechbehälter zum Versprühen von Flüssigkeiten, Inhalt: 12–14 Liter |
| 858 38 (f)    | Spürbüchse 858 (f)         | in D 50/10 keine Angaben               |      | Streugerät für Spürpulver                                                       |
| 860 38 (f)    | Sprühgerät 860 (f)         | in D 50/10 keine Angaben               |      | Sprühgerät für Flugzeuge                                                        |
| 924 38 (f)    | Vermorelzerstäuber 924 (f) | in D 50/10 keine Angaben               |      | Rückentragebehälter mit Handpumpe und Füllstutzen                               |